# Ligne de tramway 6 (TEPCE)
 (mars 2025).
La ligne 6 est une ancienne ligne de tramway qui a fonctionné entre 1926 et le 18 octobre 1958.

## Histoire
Elle est supprimée le 18 octobre 1958 et remplacée par une ligne d'autobus sous le même indice.